# Engagée
Engagée (eigene Schreibweise: engagée) war ein österreichisches politisches und philosophisches Magazin, das von 2015 bis 2021 im halbjährlichen Rhythmus erschien. Es wurde presserechtlich vom Verein für politisch-philosophische Einmischungen mit dem Geschäftssitz in Wien herausgegeben.

## Konzept
Die Initiative zur Gründung des Magazins ging 2012 von der Politikwissenschaftlerin Rahel Sophia Süß aus. Das Herausgeberteam, das sich als „Prozesskoordination“ bezeichnete, war in Wien, Berlin und London ansässig. Es bestand aus Alessio Kolioulis, Felix Maschewski, Anna-Verena Nosthoff, Valerie Scheibenpflug, Johannes Siegmund, Lukas Stolz und Rahel Sophia Süß. Vom Herausgeberteam ist im Frühjahr 2019 im französischen Verlag Eterotopia, Paris, das Buch Villes Radicales erschienen, das sich mit dem Thema der Radikalen Demokratie im städtischen Raum beschäftigt.
Der Name des Magazins bezieht sich auf den Philosophen Jean-Paul Sartre und seinen Begriff einer engagierten Literatur. Zum Konzept gehörte die Arbeitsweise in einer offenen Redaktion: Alle Autoren, die infolge eines Calls zu einem bestimmten Thema ihre Beiträge einreichten, wurden zu Mitgliedern der Redaktion.

## Themen
Jedes Magazin behandelt ein ausgewähltes Thema. Es sind neun Hefte zu folgenden Themen erschienen:
1. Unruhe bewahren
2. Ekstase
3. Begehren
4. Gewalt mit Beiträgen von Giorgio Agamben und Thomas Ballhausen
5. Maschine-Werden mit Beiträgen von Geert Lovink und Antonio Negri
6. Radical Cities
7. (Radical Cities)
8. Urban Citizenship
9. Disobedient Futures
10. Who Cares

## Vertrieb
Das Magazin erschien als Printausgabe. Zusätzlich sind alle Beiträge auf der Homepage des Magazins online frei abrufbar. Seit Erscheinen des zweiten Heftes wird das Magazin auf dem Humanities Source Index des Informationsservices Ebsco gelistet.

## Veröffentlichungen
- Collectif engagée (Herausgeberteam engagée): Villes Radicales. Du droit à la ville à la démocratie radicale. Eterotopia, Paris 2019, ISBN 979-10-93250-32-8.